# Кінетичні методи аналізу вод
Кінети́чні ме́тоди ана́лізу вод (рос. кинетические методы анализа вод, англ. kinetic methods of analysis of waters, нім. kinetische Wasseranalyseverfahren n pl) — базуються на залежності швидкості хімічної реакції від концентрації реагуючих речовин. Чутливість методів — n(10−1−10−3) мкг/л. Перспективні при визначенні ультрамікроконцентрацій елементів.